# Airai

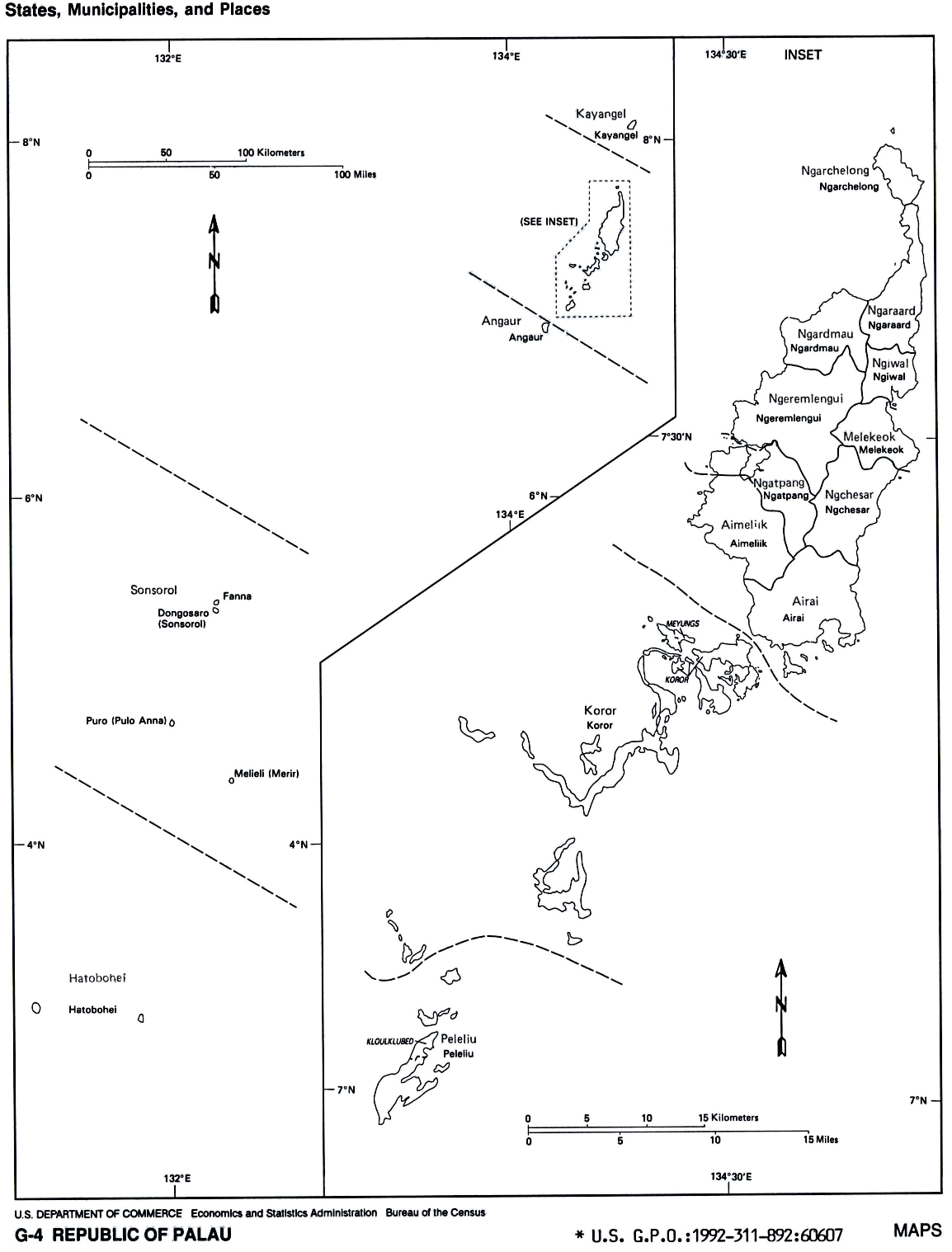
karta over Palaus delstater

Airai är en av de 16 delstater i Palau i västra Stilla havet.

## Geografi
Airai ligger på huvudön Babeldaobs södra del. De geografiska koordinaterna är 07°22′ N och 134°32′ Ö.
Området har en sammanlagd areal om ca 44 km² och täcks till stora delar av regnskog och berg.

## Delstaten
Folkmängden i delstaten Airai är ca 2.700 invånare. Detta gör det till den näst mest folkrika delstaten i landet (efter Koror). Den viktigaste staden är Airai, även känd som Irrai eller Ordomel. Den ligger i södra delen av delstaten och är den tredje största staden i landet med ca 920 invånare.
I Airai finns landets äldsta "Bai" (traditionella möteshus för män) Bai ra Airai som är cirka 200 år gammalt och några av de stenbrott som Metuk ra Bisch som användes i framtagandet av Rai, stenpengarna på Yap i den Mikronesiska federationen.
I delstaten finns vidare såväl landets internationella flygplats (flygplatskod "ROR") på öns sydöstra del som den nybyggda "The Japan-Palau Friendship Bridge" (även kallad "K-B bridge") som förbinder Babeldaob med Koror. Den tidigare bron som byggdes på tidigt 1970-talet kollapsade 1996 och den nuvarande bron invigdes 2002.
1984 ändrades benämningen på Palaus administrativa delar från "municipalities" (kommuner) till "states" (delstater).